# Claro de Luna (còmic)
Claro de Luna, va ser una sèrie de quaderns de còmic, publicats per l'editorial Ibero Mundial de Ediciones, entre el 1959 i el 1972. Se n'editaren un total de 620 números. Adscrita a la tendència del "còmic sentimental proper", inaugurat un any abans per la publicació Rosas Blancas de l'Editorial Toray. El seu tret distintiu era en cada número l'adaptació en una historieta il·lustrada de la lletra d'una cançó pop. Igual que es feia a la revista Romántica editada per la mateixa editorial.

## Trajectòria
Les dues revistes van sorgir poc després de la democratització del LP a la societat espanyola i presentaven una visió idealitzada de la vida burgesa per consum de les classes populars. Claro de Luna va ser la que va tenir més èxit de tota la nova línia de còmics sentimentals iniciada amb Roses Blanques, destacant per la qualitat del treball dels seus dibuixants, encara que els guions no solien estar a l'altura. Així doncs incloïa artistes com Carme Barbarà, Antonio Correa, Falguera, Gesali, Francisco Masip, Mery, Mora, Pérez Fajardo, Violeta i sobretot Gómez Esteban, amb un renovador estil.
El preu de venda al públic dels quadernets va fluctuar entre les 3 i les 5 pessetes.

## Números
Alguns dels números de la revista amb els autors de la historieta Il·lustrada i el cantant de la cançó que adaptaven al còmic.
| Número | Data | Títol                      | Guionista       | Dibuixant            | Cantant           |
| ------ | ---- | -------------------------- | --------------- | -------------------- | ----------------- |
| 1      | 1959 | Chao, chao, bambina        | Josefa Inés Mir | Mery                 | Domenico Modugno  |
| 2      | 1959 | Patricia                   | Josefa Inés Mir | Jordi Macabich       | Hermanas Serrano  |
| 3      | 1959 | Gondolier                  | Josefa Inés Mir | Mery                 | Marino Marini     |
| 4      | 1959 | Boquita de rosa            | Josefa Inés Mir | Mery                 | José Guardiola    |
| 5      | 1959 | Las chicas de la Cruz Roja | Josefa Inés Mir | Violeta              | Ana María Parra   |
| 6      | 1959 | La Adelita                 | Luz L. Graña    | Mery                 | Nat "King" Cole   |
| 93     | 1961 | La plaga                   |                 | Carrillo             | Carlitos Romano   |
| 95     |      | O sole mio                 |                 | Carrillo             | Elvis Presley     |
| 174    |      | Caterina                   | Silvia Duarte   | Carme Barbarà        | Tony Dallara      |
| 236    |      | Nunca me acostumbraré      | Silvia Duarte   | Miguel Gómez Esteban | Juan Pedro Somoza |